# James Dewar
James Dewar (1842-1923) là một nhà hóa học và vật lý học, được biết đến nhiều nhất với công việc của mình về hiện tượng nhiệt độ thấp. Dewar sinh ra tại Kincardine, Scotland, và học tại trường Đại học Edinburgh. Ông là giáo sư triết học tự nhiên thử nghiệm tại Đại học Cambridge, Anh, vào năm 1875 và là giáo sư hóa học tại Viện Hoàng gia của Vương quốc Anh vào năm 1877, nơi ông được bổ nhiệm làm giám đốc của Phòng thí nghiệm Nghiên cứu Davy-Faraday.
Dewar phát triển công thức cấu trúc benzen (1867). Ông đã nghiên cứu nhiệt dung riêng của hydro và là người đầu tiên để sản xuất hydro ở dạng lỏng (1898) và kiên cố hóa (1899). Ông đã xây dựng một máy sản xuất oxy lỏng số lượng (1891). Ông đã phát minh ra bình Dewar hay Phích nước (1892) và đồng phát minh ra chất nổ không khói (1889), một thuốc súng không khói, với Frederick Abel. Khám phá của ông (1905) than làm mát bằng có thể được sử dụng để giúp tạo ra chân không cao sau đó đã chứng tỏ hữu ích trong vật lý nguyên tử. Dewar đã được phong tước hiệp sĩ vào năm 1904.
Bình Dewar (Phích nước) hoặc bình,chai chân không là một bình chứa để lưu trữ các chất nóng hoặc lạnh, tức là không khí hóa lỏng. Nó bao gồm hai lớp, bên trong ngăn cách bởi chân không. Chân không làm giảm đáng kể sự truyền nhiệt, ngăn ngừa sự thay đổi nhiệt độ. Các lớp được làm bằng thủy tinh vì nó là một chất dẫn nhiệt kém, bề mặt của nó thường được tráng bằng một kim loại phản chiếu để giảm sự truyền nhiệt do bức xạ. Phích phổ biến chai là một sự thích nghi của bình Dewar. Dewar phát minh ra bình Dewar vào năm 1892 để hỗ trợ ông trong công việc của mình với các loại khí lỏng.
Bình chân không không được sản xuất để sử dụng thương mại / home cho đến năm 1904, khi hai máy thổi kính Đức hình thành thủy điện GmbH. Họ tổ chức một cuộc thi để đổi tên bình chân không và một cư dân của Munich trình "thủy điện", mà đến từ tiếng Hy Lạp "Therme" có nghĩa là "nóng".
Năm 1907, thủy điện GmbH bán bản quyền thương hiệu thủy điện ba công ty độc lập: Công ty Chai thủy điện Mỹ Brooklyn, NY; Thermos Limited Tottenham, Anh; và chai thủy điện Công ty TNHH Canada Montreal
(Thủy điện là một tên độc quyền hoặc nhãn hiệu được áp dụng cho một loại bình Dewar bảo vệ bởi một vỏ bọc kim loại).